# Шефоа
Шефоа (фр. Cheffois) насеље је и општина у западној Француској у региону Лоара, у департману Вандеја која припада префектури Фонтне ле Конте.
По подацима из 2011. године у општини је живело 961 становника, а густина насељености је износила 51,58 становника/km². Општина се простире на површини од 18,63 km². Налази се на средњој надморској висини од 110 метара (максималној 199 m, а минималној 75 m).

## Демографија
| 1962. | 1968. | 1975. | 1982. | 1990. | 1999. | 2011. |
| ----- | ----- | ----- | ----- | ----- | ----- | ----- |
| 693   | 799   | 758   | 764   | 816   | 821   | 961   |

График промене броја становника у току последњих година